# Квинт Цецилий Метелл Непот (консул 57 года до н. э.)
Квинт Цеци́лий Мете́лл Не́пот (лат. Quintus Caecilius Metellus Nepos; родился около 100 года до н. э. — умер в 55 году до н. э. или вскоре после этой даты) — римский военачальник и политический деятель из плебейского рода Цецилиев Метеллов, консул 57 года до н. э. Упоминается в сохранившихся источниках, начиная с 80 года до н. э. Участвовал в войне со средиземноморскими пиратами в 67 году до н. э. и в Третьей Митридатовой войне. Во время трибуната в 62 году до н. э. поддерживал своего зятя, Гнея Помпея Великого, позже стал его политическим противником. Некоторое время был врагом Марка Туллия Цицерона, после консулата управлял провинцией Ближняя Испания, где не слишком успешно действовал против восставших местных племён.

## Биография

### Происхождение
Квинт Цецилий принадлежал к влиятельному плебейскому роду Цецилиев Метеллов, происходившему, согласно легенде, от сына бога Вулкана Цекула, основателя города Пренесте. Метеллы вошли в состав сенаторского сословия в начале III века до н. э.: первый консул из этого рода был избран в 285 году до н. э. Античные авторы сообщают, что матерью Метелла Непота и его брата Метелла Целера, носившего тот же преномен, была Целия, известная своим безнравственным поведением. Однозначной информации об отце в источниках нет; дополнительные сложности создаёт тот факт, что в предыдущем поколении были и Квинт Цецилий Метелл Целер, народный трибун 90 года до н. э., и Квинт Цецилий Метелл Непот, консул 98 года до н. э., приходившиеся друг другу двоюродными братьями (оба были внуками Квинта Цецилия Метелла Македонского). Долгое время исследователи предполагали, что родным отцом обоих братьев был Непот-старший и что Целер-младший был усыновлён своим двоюродным дядей. Но антиковед Тимоти Уайзмен в статье, вышедшей в 1971 году, доказал, что всё было как раз наоборот: братья Квинты были родными сыновьями Целера-старшего, а в семью к дяде ушёл Непот-младший. В этом случае последний был внуком Квинта Цецилия Метелла Балеарского, консула 123 года до н. э. Валерий Максим полагал, что консул 57 года до н. э. получил прозвище «Непот» (nepos, внук) после смерти, но это определённо не так: Квинт унаследовал этот второй когномен от отца (приёмного или родного), старшего из внуков Метелла Македонского.
Целия после смерти мужа вышла замуж во второй раз — за Квинта Муция Сцеволу «Понтифика». Единоутробной сестрой Метелла Непота была Муция Терция, третья жена Гнея Помпея Великого и мать всех трёх его детей: Гнея, Секста и Помпеи, жены Фавста Корнелия Суллы.

### Ранние годы и начало карьеры
Рождение Метелла Непота, учитывая дату его консулата и требования Корнелиева закона, который установил определённый минимальный возраст для каждой из высших магистратур, исследователи датируют 100 годом до н. э. Известно, что отец (по версии Уайзмена, приёмный) на смертном одре завещал ему отомстить за старые обиды Гаю Скрибонию Куриону: тот ранее привлёк Непота-старшего к суду, причём суть обвинения и исход процесса остаются неясными.
Первое датированное упоминание о Непоте-младшем в сохранившихся источниках относится к 80 году до н. э., ко времени диктатуры Луция Корнелия Суллы. Тогда Квинт совместно с братом привлёк к суду Марка Эмилия Лепида по обвинению в злоупотреблении властью во время сицилийского наместничества. Братьями двигало обычное для юных римских аристократов желание обратить на себя всеобщее внимание, но в историографии есть предположение, что за ними стоял Сулла, видевший в Лепиде угрозу для своей власти. На сторону обвиняемого встал Гней Помпей Великий. Метеллы увидели, что народ на стороне Лепида, и сняли обвинение под предлогом свойства с Помпеем: последний к тому времени уже был женат на их сестре.
Предположительно в 77 году до н. э. Непот инициировал судебный процесс против Публия Габиния, а в 70 году до н. э. — против Гая Верреса (в последнем случае фактическими заказчиками обвинения были представители римских деловых кругов, недовольные какими-то злоупотреблениями Верреса в Ахайе). В 67 году до н. э., когда Гней Помпей Великий начал борьбу против средиземноморских пиратов, Квинт Цецилий в качестве легата своего зятя действовал на Востоке, у побережья Малой Азии и Финикии. В дальнейшем он участвовал под началом Помпея в Третьей Митридатовой войне и других восточных кампаниях; в частности, в 64 году до н. э. Непот совместно с Луцием Лоллием взял Дамаск.

### Трибунат
Летом 63 года до н. э. Квинт Цецилий вернулся в Рим и выдвинул свою кандидатуру в народные трибуны. Он действовал как агент Гнея Помпея: последнему, готовившемуся к сдаче командования, нужны были преданные люди на высоких должностях, чтобы добиться утверждения его распоряжений на Востоке и предоставления земли его ветеранам. Непот победил на выборах, но одним из его коллег стал Марк Порций Катон, баллотировавшийся специально, чтобы ему противодействовать.
Начало трибунского года было ознаменовано конфликтом между Непотом и консулом 63 года до н. э. Марком Туллием Цицероном. Последний 1 января должен был произнести традиционную для завершения магистратуры отчётную речь, в которой, в частности, прозвучал бы его рассказ о казни сторонников Луция Сергия Катилины; но Квинт Цецилий силой трибунского вето запретил это выступление. В результате Цицерону, по его словам, было нанесено «оскорбление, какому никогда не подвергался ни один самый недостойный гражданин, даже занимая самую незначительную должность». Он попытался начать переговоры с Непотом через общих друзей, но тот ответил отказом. За этим последовал ряд пикировок в сенате и народном собрании: Квинт Цецилий демонстрировал своё крайне враждебное отношение, а Марк Туллий выступал против его инициатив. В связи с этим Метелл Целер написал Цицерону письмо с упрёками, а тот ответил, что только защищается и что из любви к нему готов перестать ненавидеть Непота.
Квинт Цецилий предложил срочно вызвать в Италию Гнея Помпея с армией и предоставить ему полномочия для разгрома Катилины, который в это время собирал армию в Этрурии. Плутарх утверждает, что в действительности Непот хотел обеспечить своему зятю условия для захвата единоличной власти. Трибуна поддержал один из преторов, Гай Юлий Цезарь, а против выступил Марк Порций Катон, опиравшийся на сенат. В день голосования в народном собрании дело дошло до открытых столкновений, причём Непот привёл на форум гладиаторов, рабов и «наёмников-чужеземцев». Когда он попытался огласить свою инициативу, Катон вырвал у него из рук свиток, а ещё один народный трибун, Квинт Минуций Терм, зажал ему рот; начались беспорядки, и собрание было распущено. После этого сенат, облачившийся в траур, объявил чрезвычайное положение. Квинт Цецилий был отрешён от должности, объявил, что вынужден бежать «от тирании Катона и от составленного против Помпея заговора», и уехал на Восток.

### Вершина карьеры и смерть
Спустя короткое время Квинт Цецилий вернулся в Италию вместе с Гнеем Помпеем. Последний развёлся с его сестрой, и после этого Непот стал его политическим противником, как и Целер. В 60 году до н. э. Квинт занимал должность претора; в этом качестве он добился отмены таможенных сборов в италийских гаванях. В 59 году до н. э., после смерти брата, Непот мог занять его место в жреческой коллегии авгуров, а после апреля должен был отбыть в назначенную ему провинцию, но сохранившиеся источники ничего не сообщают о развитии ситуации. Это может означать, что авгуром стал кто-то другой и что в провинцию Квинт не поехал.
Вершиной карьеры Непота стал консулат 57 года до н. э., совместный с патрицием Публием Корнелием Лентулом Спинтером. В начале консульского года главной темой, обсуждавшейся в Риме, была судьба Марка Туллия Цицерона: этот политик, обвинённый Публием Клодием Пульхром в бессудной расправе над катилинариями, ранее был вынужден уйти в изгнание, но теперь со всех сторон поступали предложения разрешить ему вернуться. Цицерон боялся, что Непот выступит против из-за старой вражды. Квинт Цецилий, вопреки всеобщим ожиданиям, в первый же день консулата высказался за возвращение изгнанника. При этом он продолжал поддерживать Публия Клодия, приходившегося ему родственником: не позволил Титу Аннию Милону привлечь Клодия к суду, поддержал кандидатуру Публия на выборах эдилов. Только в августе, когда перевес сторонников Цицерона стал абсолютно очевиден, Непот окончательно встал на сторону изгнанника.
Провинцией Квинта Цецилия стала Ближняя Испания. Известно, что в декабре 57 года до н. э. Непот не участвовал в сенатских заседаниях; это может означать, что он отправился на Пиренеи до окончания своего консульского года. В провинции он столкнулся с восстанием ваккеев. Сначала Непот одержал победу, но позже повстанцы взяли город Клуния, а наместник не смог им помешать из-за ограниченности своих военных сил.
Квинт Цецилий вернулся в Рим в 55 году до н. э. и вскоре после этого умер. Не имея детей, он сделал своим наследником Гая Каррину в обход многочисленных родственников.

## Личность
Плутарх называет Метелла Непот человеком «упорным и бесстрашным». Цицерон в трактате «Брут» упоминает Квинта Цецилия в числе второстепенных ораторов своей эпохи, отмечая его способности и образование, но добавляя, что он «не занимался судебными делами, а говорил так, как привык в народных собраниях».
Сохранилось одно письмо Метелла Непота, адресованное Цицерону и датированное второй половиной 56 года до н. э. В нём Квинт жалуется адресату на Публия Клодия.

Твое доброе отношение ко мне смягчает оскорбления, которым меня часто подвергает на народных сходках самый несносный человек. Я пренебрегаю ими, так как, исходя от такого человека, они не имеют значения, и я охотно считаю, что ты в другом облике заменяешь мне брата.
О нём не хочу даже помнить, хотя я дважды спас его против его же воли. Чтобы не досаждать вам многочисленными письмами, я подробно написал о своих делах Лоллию, чтобы он сообщал и напоминал вам о желательных мне мероприятиях по управлению провинцией. Если можешь, сохрани, пожалуйста, свое былое расположение ко мне.
— Цицерон. К близким, V, 3.
Семьи у Квинта Цецилия не было. Источники сообщают, что Непот был близок с известным трагическим актёром Памфилом.